# Ufa (Fluss)
Die 918 km lange Ufa (russisch Уфа; baschkirisch Ҡариҙел; tatarisch Өфә/Öfä, tschuwaschisch Ӗпхӳ) ist ein rechter Nebenfluss der Belaja im europäischen Teil Russlands. 

## Verlauf
Die Ufa entspringt im Mittleren Ural und fließt zunächst von ihrer Quelle in nordwestliche und danach in südwestliche Richtung. Ein gutes Stück nach dem Durchfließen des Pawlowsker Stausees, dessen Talsperre bei Pawlowsk errichtet wurde, mündet sie im Gebiet der Stadt Ufa in die Belaja. 
Die Transsibirische Eisenbahn nutzt zeitweise das Tal der Ufa.